# Moord op Gerrit Jan Heijn
Gerrit Jan Heijn werd op 9 september 1987 ontvoerd en vermoord. Deze moord was een geruchtmakende zaak, die in 1987 en 1988 lange tijd de gemoederen in Nederland bezig hield. Dader was de toen 45-jarige ingenieur Ferdi Elsas uit Landsmeer, die op 6 april 1988 werd aangehouden, waarna het stoffelijk overschot is gevonden.

## Opmaat naar de ontvoering

### Werkloosheid Elsas
Op 22 juli 1983 werd Elsas, een 40-jarige vliegtuigbouwkundig ingenieur, ingehuurd door 'Stichting Banenplan Nijmegen'. Primair doel in deze tijd van hoge werkloosheid was het creëren van banen. Elsas wist oude octrooien bij universiteiten 'los te peuteren' en daaromheen een nieuwe baan te creëren. Hij regelde een enorme subsidie van het Ministerie van Sociale Zaken. Zijn salaris ontving hij via een door hem opgerichte stichting. De gemeente Nijmegen sloot met hem een honorarium- of adviseursovereenkomst af.
Na ruim twee jaar goede samenwerking, trokken vier bestuursleden zich opeens terug uit de stichting. Er werd een nieuwe stichting opgericht, zonder Elsas, waarmee de werkzaamheden werden voortgezet; deze stichting vroeg en kreeg dezelfde subsidie van het ministerie. Elsas was woest omdat zíjn project hem was afgepakt. Elsas voerde vele processen, maar trok aan het kortste eind. Hij bleef met torenhoge schulden zitten en was nu nog slechts een huisman, met een uitkering in Landsmeer.

### Geldnood
Elsas besloot wraak te nemen op de vier leden van het bestuur van de stichting. Hiervoor had hij veel geld nodig. Een manier om aan dat geld te komen was het ontvoeren van een rijke industrieel. Een kennis van Elsas vertelde hem dat hij weleens gekookt had op een feest bij Gerrit Jan Heijn in Bloemendaal. Zo ontstond het idee om Heijn te ontvoeren.
Elsas bereidde deze ontvoering als een militaire operatie voor. In 1986 kocht hij in België een flobertgeweer. Hij zaagde loop en kolf af, en ontwierp van een plastic afwasflesje gevuld met schuimrubber een geluiddemper. Hij liet stiekem de sleutel van de Fiat Uno van zijn zwager namaken, stal de auto, en reed deze naar Landsmeer. Bij verschillende garages had Elsas valse kentekenplaten laten maken. De auto werd in de buurt geparkeerd. Elsas kocht allerlei spullen die hij nodig had voor de operatie: kettingen, hangslotjes, een schep, een pruik en aanplaksnor, een nepbril en alpinopet, handschoenen, een letterprintwiel en printlint, een thermosfles en cassettebandjes. Elsas observeerde de villa van Heijn (Villa De Elshof) enkele malen van juni tot september 1987 en zag dat Heijn altijd op dezelfde manier zijn villa verliet door zijn auto uit de garage te rijden, de deuren weer te sluiten en vervolgens weg te rijden.
Voorafgaand aan de ontvoering belde Elsas met het kantoor van Ahold en deed zich voor als vertegenwoordiger van een buitenlands bedrijf. Tot zijn verbazing werd hij doorverbonden met Gerrit Jan Heijn. Deze vertelde dat een afspraak op 9 september mogelijk was. Elsas wist nu dat Heijn die ochtend thuis zou zijn en volgens vaste gewoonte naar zijn kantoor zou vertrekken.

## Gebeurtenissen

### Dag van de ontvoering en moord

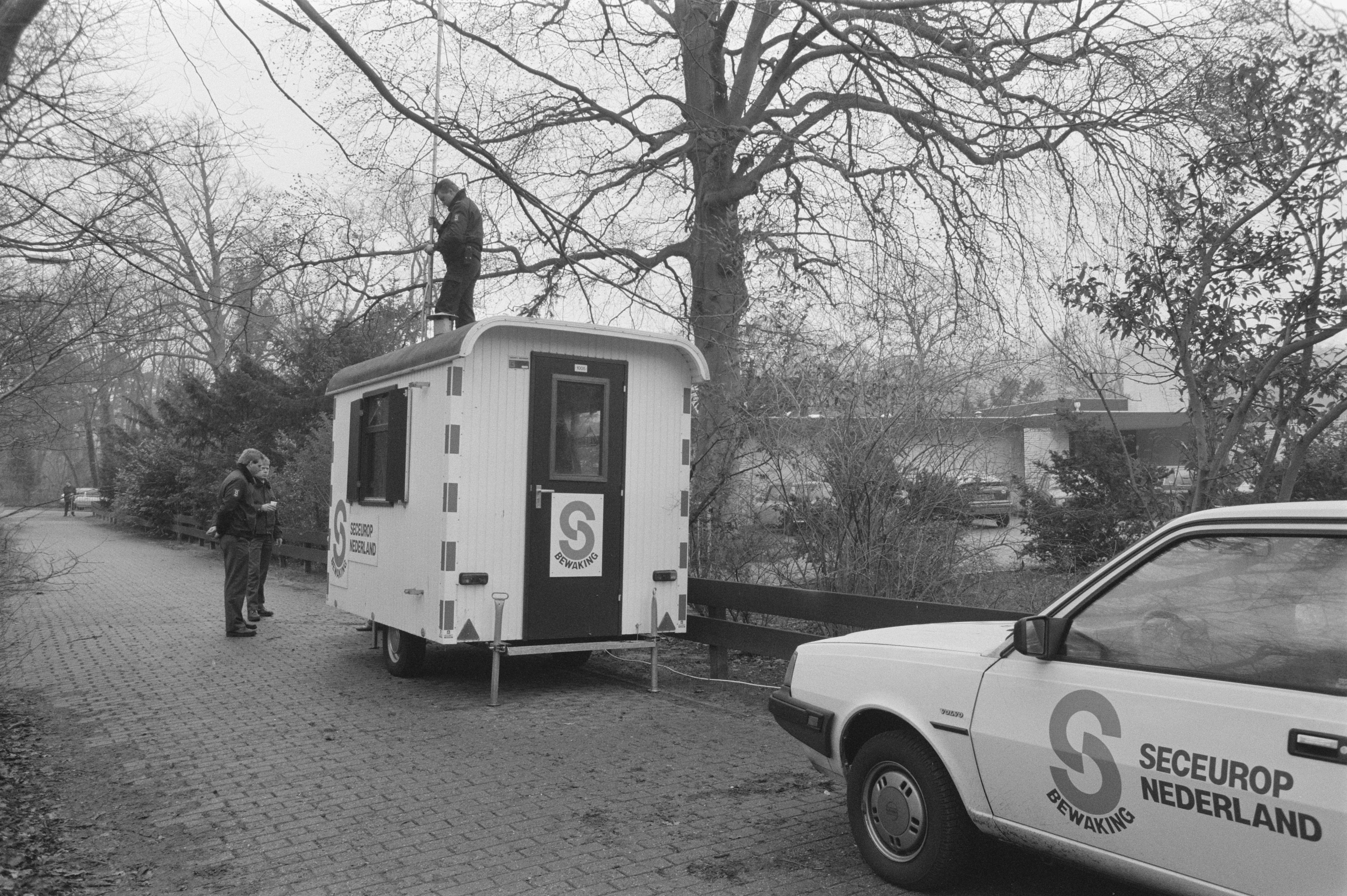
Bewakingsdienst bij Villa De Elshof van de familie van Gerrit Jan Heijn in Bloemendaal

Op 9 september 1987 reed Elsas 's ochtends van zijn huis in Landsmeer naar Bloemendaal waar zijn slachtoffer Gerrit Jan Heijn woonde. Deze had een afspraak met zijn tandarts, en toen hij zijn garage uitreed en weer instapte na de garagedeur te hebben gesloten, stapte Elsas bij Heijn in de auto. Wellicht omdat Heijn de man meende te herkennen, had hij niet meteen argwaan. Onder bedreiging met een pistool dwong Elsas Heijn te gaan rijden en 1600 meter verderop stapten beide mannen over in de gereedstaande Fiat Uno die Elsas van zijn zwager had gestolen en had voorzien van valse kentekenplaten. Elsas ketende Heijn vast aan de passagiersstoel en reed richting de Veluwezoom, waar hij de auto in de buurt van Schaarsbergen parkeerde. Beide mannen verbleven ruim een uur in het bos. Vervolgens liet Elsas Heijn in de auto een cassettebandje inspreken. Deze opnamen wilde Elsas later gebruiken om naar de familie Heijn te sturen.
Tijdens een plaspauze probeerde Heijn te ontsnappen. Hij rende een provinciale weg op, maar het passerende verkeer reed door en Elsas dwong Heijn terug het bos in. Opnieuw gingen beide mannen rijden, nu via Apeldoorn en Zwolle terug richting Arnhem. Rond half tien 's avonds arriveerden ze in de bossen bij landgoed Duno onder Doorwerth. Elsas dwong Heijn het bos in te lopen, naar een plek waar hij van tevoren al een graf had gegraven, en schoot hem daar dood. Hij sneed vervolgens een kootje van de pink van Heijn af. Dit kootje stopte hij in een thermosfles met ijsklontjes. Ook de bril van Heijn bewaarde hij. Na het graf goed afgedekt te hebben, keerde Elsas terug naar zijn woonplaats Landsmeer.

Hij liet vervolgens de Fiat in het IJ verdwijnen en liep naar huis. Aan zijn ongeruste vrouw vertelde Elsas dat hij naar Hoorn was gewandeld.

### De onderhandelingen
Drie dagen later ontving de familie Heijn een brief waarin werd medegedeeld dat Gerrit Jan Heijn was ontvoerd. Elsas liet de familie hierbij in de waan dat hun familielid door een bende zware criminelen was ontvoerd. Op 15 september bevestigde de familie Heijn de ontvangst van de brief. Zoals in de brief werd geëist, plaatste de familie daartoe een rubrieksadvertentie met gecodeerde tekst. Twee dagen later ontving de familie Heijn het eerste cassettebandje met daarop de stem van Gerrit Jan Heijn. De familie plaatste nog twee advertenties en ontving op 30 september een brief van de zogenaamde bende waarin circa 7,7 miljoen gulden losgeld in geld en edelstenen werd geëist, over te dragen vóór 2 oktober. De familie reageerde niet op deze brief. Op 6 oktober volgde een nieuwe brief waarin werd gedreigd dat Gerrit Jan Heijn zou worden gestraft of omgebracht als de familie niet direct zou betalen. Hierop verzocht de familie drie dagen later om telefonisch contact met de ontvoerders. Dat bleef uit, maar op 16 oktober ontving de familie Heijn een pakje met daarin de bril van Gerrit Jan Heijn en een filmkokertje met zijn afgesneden pink erin. In het begeleidende briefje stond de sarcastische zin: "Gerrit Jan Heijn zal voorlopig moeite hebben met pianospelen". Er werd aan toegevoegd dat Heijn "de straf verdiend heeft". Drie dagen later ontving de familie Heijn een tweede cassettebandje, en op 12 november volgde een derde brief, nu met instructies voor de overdracht van het losgeld. Dat moest absoluut op 27 november worden betaald en geen dag later, anders zou Gerrit Jan Heijn worden omgebracht.
Er is nog geprobeerd om een levensteken te krijgen van Gerrit Jan Heijn door de vraag te stellen die alleen hij kon beantwoorden: "Hoe heet de zwarte kruier van Sint Maarten?" Ondanks dat hier geen antwoord op kwam besloot de familie Heijn toe te geven aan de eisen van de ontvoerders van Gerrit Jan Heijn. Op 27 november werd conform de instructies losgeld en diamanten neergelegd in een tunneltje onder de A12 (Utrecht - Arnhem) bij hectometerpaal 117,5. De serienummers van alle bankbiljetten in het losgeld waren genoteerd en in bezit van de recherche. Elsas haalde het losgeld daar op en vertrok op een fiets zonder verlichting. Iets verderop in de buurt van een spoorovergang heeft hij het losgeld en de diamanten verstopt in een doos onder de grond en die doos was zodanig bewerkt dat deze bij een eventuele opsporingsactie met een radar niet zou zijn opgemerkt. Toen hij alles in deze doos stopte liet hij echter een aantal diamanten vallen waarbij hij enkele niet kon terugvinden en werd dit ook bemoeilijkt doordat dit alles in het donker gebeurde. Nadat hij alles had verstopt vertrok hij op de fiets naar de serviceflat 'De Koningshof' te Heelsum, waar zijn ouders op de bovenste verdieping woonden en waar hij enkele dagen zijn intrek had genomen in een slaapvertrek voor logés, in de kelder. Pal voordat hij weer vertrok naar Landsmeer heeft hij het losgeld en de diamanten opgehaald en ditmaal bij daglicht en vond enkele van de diamanten terug die hij eerder had verloren. Nadat Elsas was gearresteerd hebben onderzoekers op diezelfde plek gezocht en één diamant terug gevonden.
Van Gerrit Jan Heijn werd na de overdracht van het losgeld echter niets vernomen, en de familie Heijn vreesde dat hij niet meer in leven was. Op 30 november deed Hank Heijn, de vrouw van Gerrit Jan, via de televisie een beroep op de vermeende bende die haar man zouden hebben ontvoerd. Ze smeekte deze bende om haar man vrij te laten of in ieder geval te laten weten dat hij nog in leven was. Maar de familie Heijn ontving geen brief of cassettebandje. Op 3 december smeekte mevrouw Heijn nogmaals via de televisie om de vrijlating van haar echtgenoot. Op 11 december liet Elsas de familie Heijn weten dat opnieuw een advertentie in de krant moest worden geplaatst. De familie riep personen op die iets meer zouden weten over de ontvoering van Gerrit Jan Heijn, zich te melden.

### Identificatie en arrestatie

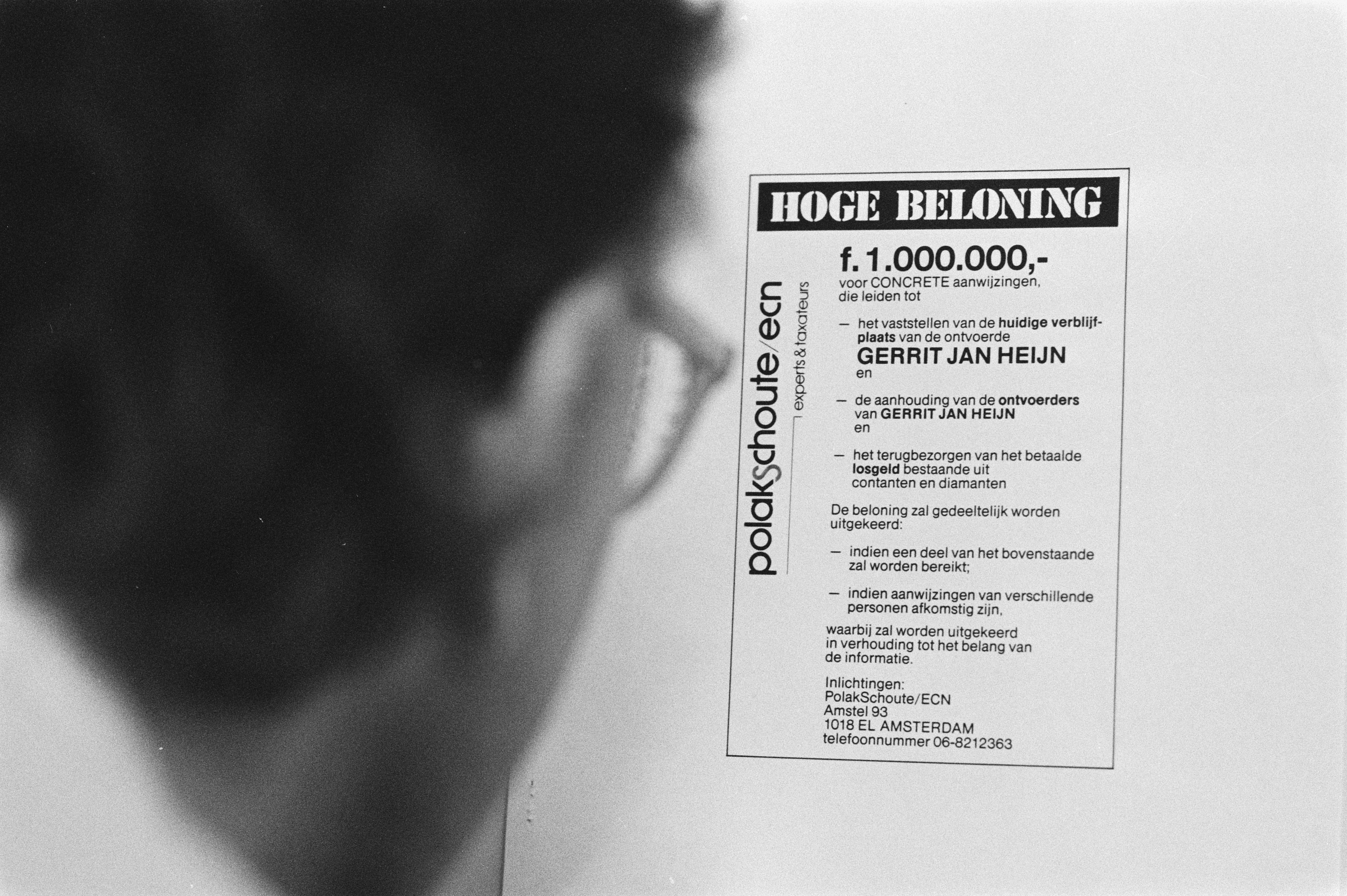
Advertentie met een beloning van 1 miljoen gulden voor tips.

Tot dan was de politie terughoudend geweest, uit zorg voor Heijns welzijn, maar op 19 december vonden experts dat kon worden begonnen met opsporingsactiviteiten, en op 28 december loofde de politie 1 miljoen gulden uit voor de gouden tip in de ontvoering. Er kwamen 12.000 reacties, maar de gouden tip zat er niet tussen.
In februari 1988 kwam bij de toenmalige AMRO Bank een bankbiljet van 250 gulden binnen, met een nummer uit de serie biljetten van het overgedragen losgeld. Naar aanleiding van de eerdere uitgiften in de omgeving van Landsmeer werd in een slijterij van Dirck III aan de Kamperfoelieweg in Amsterdam-Noord door de politie een val opgezet. De tweede kassa werd uit de winkel verwijderd, en in het plafond boven de overgebleven kassa werd een camera ingebouwd die werd verbonden met een monitor in het winkelmagazijn. Tevens deden vanaf half februari 1988 twee rechercheurs dagelijks undercover dienst in de winkel, zogenaamd als winkelpersoneel. Uit de actie, die uitgevoerd werd in nauwe samenwerking met een zeer alerte caissière, werd op 10 maart 1988 door de rechercheurs geïdentificeerd wie het geld had uitgegeven. Na zijn identificatie werd het signalement van deze verdachte, die later Ferdi Elsas bleek te zijn, doorgegeven aan politiemensen van het observatieteam.
Gedurende maart en begin april 1988 werd Elsas bij voortduring door het observatieteam van de politie in de gaten gehouden, waarbij vastgesteld werd dat hij in meerdere winkels bankbiljetten, afkomstig van het losgeld, uitgaf. Tevens werd vastgesteld dat Elsas geen indringende contacten had met mogelijke mededaders.

### Verhoren
Op 6 april 1988 viel de politie de woning van Elsas in Landsmeer binnen. Hij werd aangehouden op verdenking van deelname aan de bende die Gerrit Jan Heijn zou hebben ontvoerd. Diezelfde dag bekende Elsas dat hij de moord op Gerrit Jan Heijn had gepleegd en dat hij Heijn in de bossen bij Doorwerth had begraven. Tevens verklaarde hij waar hij het vuurwapen, waarmee hij de moord pleegde, had verborgen. 's Avonds vertelde hij waar hij het overgebleven losgeld en de overgedragen diamanten had verborgen.
Tijdens het opsporingsonderzoek hadden allerlei speculaties de ronde gedaan. Zo zou er sprake zijn van een criminele bende die de ontvoering op touw had gezet. Tijdens de verhoren bleek echter dat die nooit had bestaan, en dat Elsas de ontvoering in zijn eentje had voorbereid en uitgevoerd. Het stoffelijk overschot werd opgegraven en het bleek dat Heijn al vanaf 9 september 1987 dood was.

### Vervolging, gevangenisstraf, vrijlating

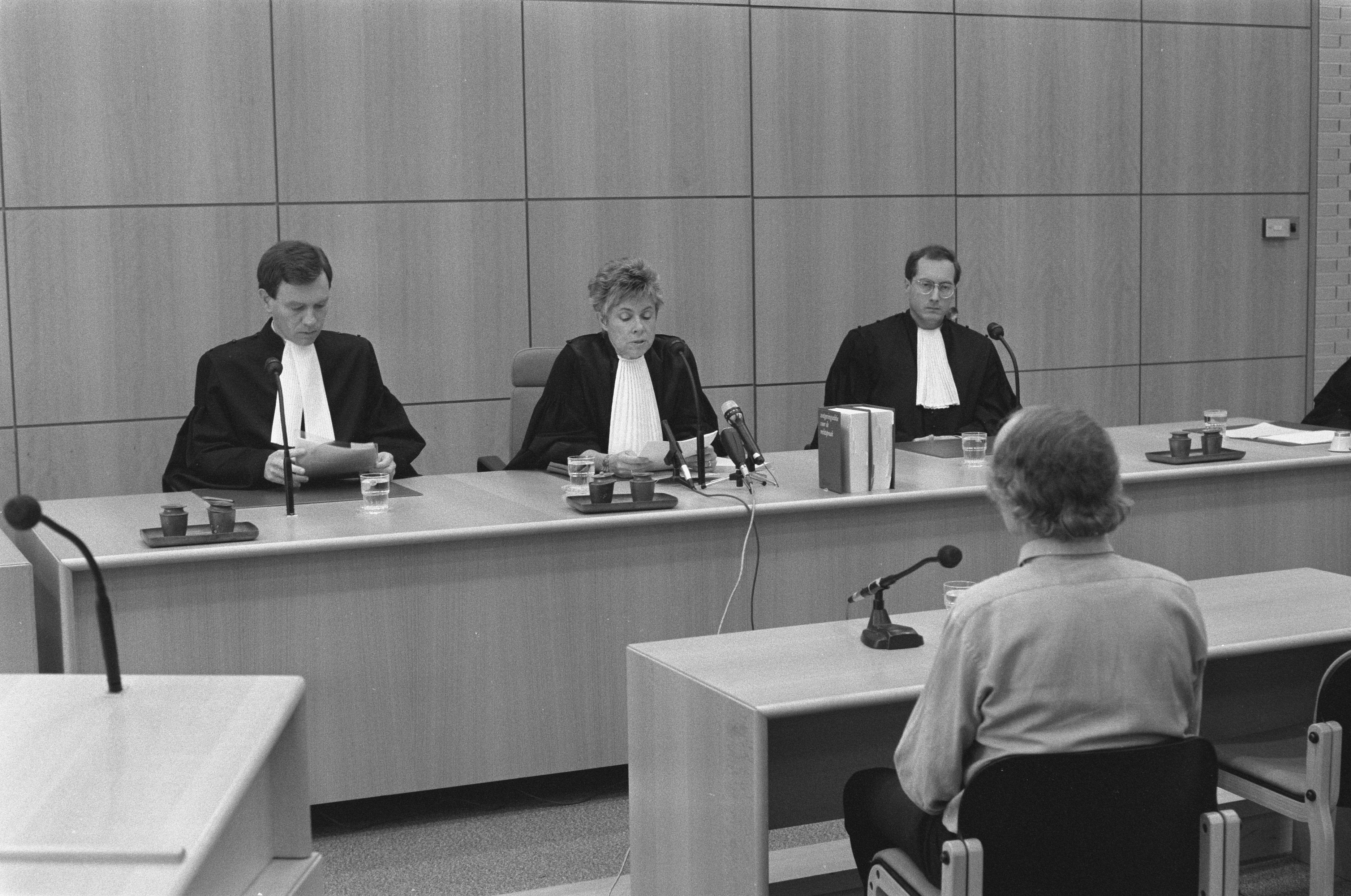
Rechtbank te Haarlem doet uitspraak in proces tegen Ferdi Elsas; rechtbankpresident mevrouw mr. C.A. Terwee-van Hilten.

Elsas heeft voor de rechtbank nooit spijt betuigd en de rechters beschouwden hem als een koude gewetenloze man zonder gevoelens. Hij verklaarde dat het losgeld niet alleen voor zijn financiële problemen was bedoeld, maar ook om moorden te financieren op zijn schuldeisers en andere mensen die hem vroeger onrecht hadden aangedaan. Na zijn detentie verklaarde hij overigens dat hij dit had verzonnen in de hoop op strafvermindering. Toen de rechter hem vroeg hoe hij dit alles had kunnen doen, antwoordde hij – bijgestaan door zijn advocaat mr. C. Sanders uit Hoofddorp – "Ik zat in een militaire operatie". Hij zag Gerrit Jan Heijn niet als mens, maar als een instrument. Daarbij vertelde hij hoe hij ervan had genoten om de familie Heijn angst aan te jagen met de afgesneden pink.
In december 1988 volgde in hoger beroep de uitspraak van het gerechtshof in Amsterdam. Elsas werd wegens ontvoering, afpersing en moord op Gerrit Jan Heijn veroordeeld tot 20 jaar gevangenisstraf en terbeschikkingstelling. Eenzelfde straf als de rechtbank eerder had opgelegd.
In augustus 2000 werd Elsas tijdens zijn eerste proefverlof gefotografeerd, terwijl hij boodschappen deed bij een vestiging van Albert Heijn in Hoorn. Hij spande een rechtszaak aan wegens publicatie van de foto door het tijdschrift Panorama. Elsas verloor deze zaak. Eind 2000 verscheen de door Elsas' echtgenote Els Hupkes geschreven roman De kleine Britt; het leven na de overval over de door haar man gepleegde ontvoering en moord.
In augustus 2001 kwam Elsas vrij na een afgeronde TBS-behandeling en strafvermindering wegens goed gedrag. Hij was tijdens de gevangenisperiode intensief behandeld voor zijn uit de hand gelopen wrok en de onderliggende karakterpatronen. Deze behandeling bleek zo succesvol dat de forensisch psychiaters er vrijwel zeker van waren dat hij geen gevaar meer zou opleveren voor de samenleving; herhalingsgevaar werd nagenoeg uitgesloten. Elsas en zijn vrouw dachten er aanvankelijk over om zich in Australië, Portugal of Normandië te vestigen en daar een nieuw leven te beginnen, maar om dichter bij hun kinderen te zijn kozen ze ten slotte voor Ruurlo. In 2009 kwam Elsas aldaar bij een verkeersongeluk om het leven, toen hij op de fiets onderweg was naar zijn tandarts.

## Tijdlijn

### Vooraf
- 1986 – Ferdi Elsas koopt in België een geweer.
- juli - september 1987: Elsas richt zijn ontvoeringsplannen op Gerrit Jan Heijn en begint met het nauwgezet voorbereiden van de ontvoering, "als een militaire operatie".

### Ontvoering, moord, losgeld en ontknoping
- 9 september 1987 – Ontvoering en moord.
- 12 september – De familie Heijn ontvangt een brief waarin medegedeeld wordt dat Heijn is ontvoerd.
- 15 september – De familie Heijn bevestigt middels een gecodeerde advertentie in de krant de ontvangst van de brief.
- 17 september – De familie Heijn ontvangt een brief met de sleutel van de Audi van Heijn en een cassettebandje met daarop zijn stem.
- 19 september – De familie Heijn plaatst de volgende van vele advertenties als reactie op de brieven.
- 30 september – De familie Heijn ontvangt een brief waarin 7,7 miljoen gulden losgeld in geld en edelstenen wordt geëist.
- 6 oktober – De familie Heijn ontvangt een brief met de bril van Heijn. Als de familie niet snel betaalt zullen zwaardere straffen volgen.
- 9 oktober – De familie Heijn eist telefonisch contact met de ontvoerders.
- 16 oktober – De familie Heijn ontvangt een brief met de afgesneden pink van Gerrit Jan Heijn.
- 19 oktober – De familie Heijn ontvangt een tweede cassettebandje met de stem van Gerrit Jan Heijn.
- 11 november – De familie Heijn ontvangt instructies voor overdracht losgeld.
- 13 november – Mislukte overdracht losgeld bij Hotel Okura in Amsterdam.
- 27 november – Helft van het losgeld wordt gedropt bij een tunneltje onder de A12 bij Arnhem. Overdracht tweede helft bij een filiaal van Albert Heijn mislukt.[3]
- 30 november en 3 december – De vrouw van Gerrit Jan Heijn doet een oproep op tv om haar man vrij te laten.
- 5 december – De eerste biljetten van het losgeld worden aangeboden bij De Nederlandsche Bank (door de kerstvakantie wordt dit niet opgemerkt).
- 11 december – De familie Heijn krijgt opdracht een nieuwe advertentie te plaatsen.
- 28 december – Politie looft beloning van 1 miljoen gulden uit voor de gouden tip.
- 6 januari 1988 – De Nederlandsche Bank ontdekt de biljetten van het losgeld en waarschuwt de politie.
- 10 maart – Ferdi Elsas koopt fles drank in slijterij en betaalt met biljet van het losgeld. De politie start de observatie van Elsas.
- 6 april – Elsas, zijn gezin en twee logés worden bij een inval in hun woning opgepakt. Elsas bekent tijdens zijn tweede verhoor de ontvoering en moord.

### Gevangenis en vrijlating
- In december 1988 werd Elsas in hoger beroep veroordeeld tot 20 jaar gevangenisstraf en TBS.
- In augustus 2000 werd Elsas tijdens zijn eerste proefverlof gefotografeerd.
- Eind 2000 verscheen de roman De kleine Britt; het leven na de overval van Elsas' echtgenote.
- In augustus 2001 kwam Elsas vrij na een afgeronde TBS-behandeling en strafvermindering wegens goed gedrag.
- Op 3 augustus 2009 kwam Elsas bij een verkeersongeluk in Vorden om het leven.[5]

## Film
In twee films wordt een vrije bewerking van de ontvoering van Gerrit Jan Heijn verbeeld:
- De langste reis (1996), regie: Pieter Verhoeff. Acteurs: Johan Leysen, Eric van der Donk, Han Kerkhoffs.
- The Clearing (2004), regie: Pieter Jan Brugge. Acteurs: Robert Redford, Willem Dafoe en Helen Mirren.